# Louis Cobbaert
Louis Cobbaert (Bekegem, 6 juli 1857 - Bekegem, 18 december 1938) was een Belgisch politicus en burgemeester van Bekegem.

## Biografie
Bij de gemeenteraadsverkiezingen van 18 oktober 1903 werd Louis Cobbaert verkozen in de gemeenteraad van Bekegem. Na de gemeenteraadsverkiezingen van 1911 werd hij op 13 januari 1912 benoemd tot burgemeester. Hij zou onafgebroken dit ambt bekleden tot zijn overlijden op 18 december 1938. Bij de gemeenteraadsverkiezingen in oktober van hetzelfde jaar was Louis nog kandidaat, maar weigerde zich als burgemeester te laten voordragen ten voordele van zijn zoon Eduard Cobbaert.
Louis Cobbaert was gehuwd met Rosalia Vanhulle.
Zijn zoon Florimond Cobbaert sneuvelde op 18 september 1918 nabij Zomergem tijdens het Bevrijdingsoffensief. 